# Ida Therén
Ida Linnéa Therén, född 1985 i Värnamo, är en svensk författare och skribent, främst inom kultur. Therén är litteraturkritiker, främst i Svenska Dagbladet.
Hon var medgrundare och drev litteraturtidskriften CONST Literary (P)review tillsammans med Maria Mårsell under åren 2012–2015. Där publicerade hon en uppmärksammad text om graviditet och moderskap, "Någons mamma".
Therén har skrivit flera barnböcker och publicerat skönlitterära texter i bland annat tidskriften Granta. Theréns debutroman Att omfamna ett vattenfall (2018), med en handling kretsande kring Henry Millers hustru June Mansfield, mötte god kritik i många svenska tidningar. Dagens Nyheter skrev "Glimrande roman om fallna kvinnor./.../ Greppet påminner om Sara Stridsberg."